# Río Pance
El río Pance es uno de los principales ríos de Cali, Colombia. Nace en los Farallones de Cali, en el pico Pance, que es la mayor altura de la cordillera Occidental a más de 4 000 m s. n. m. Tiene más de 25 km de recorrido en dirección occidente-oriente desembocando en el río Jamundí —a su vez, afluente del río Cauca— una cuenca hidrográfica de 89,75 km².
El Pance tiene un caudal de 2,59 m³/s a su paso por el centro recreacional Comfandi Pance en el sector de La Viga en Cali. En la parte inicial sus aguas son rápidas, frías y cristalinas, presentando bajos niveles de contaminación.
El río es uno de los principales destinos turísticos de los habitantes de Cali. Desde el Pueblo Pance hasta zona conocida como La Vorágine hay un buen número de restaurantes y parques recreativos.